# Твърдко II
Твърдко II (на босненски: Stjepan Tvrtko II Tvrtković) е крал на Босна от 1404 г. до 1409 г. по врeме на първото си управление и от 1420 до смъртта си през 1443 г. при второто си управление.
Той е син на Твърдко I. Данните за неговата майка са спорни, но е възможно тя да е била Доротея Българска. В своята Tuartco Scuro Мавро Орбини твърди, че майка му е била наложница на Твърдко II - една босненка от знатно потекло на име Вукосава, и това негово твърдение е подето от по-късните изследователи. Но през XIX век хърватският историк и писател професор Векослав Клаич представя аргументи в полза на тезата, че майката на Твърдко II е била първата съпруга на Твърдко I - кралица Доротея Българска. В подкрепа на тази теза той цитира една харта на Твърдко I, издадена през 1382 г. до Дубровнишката република, в която босненският крал споменава Доротея и свой неназован син. Ако действително този син е Твърдко II, то неговото раждане трябва да е било между 1375 г. (тъй като Твърдко I и княгиня Доротея се оженили през декември 1374 г.) и датата на написване на хартата.
Твърдко II царува през едно смутно в историята на кралство Босна време. Той е поставен на престола като марионетка от могъщите влиятелни босненски аристократи Хървое Вукчич Хърватинич и Сандал Хранич, които заменили по този начин неговия все по-независим чичо Остоя Котроманич. Пет години по-късно обаче Твърдко II губи тяхното благоразположение, а заедно с това и короната, и на свой ред е заменен отново с Остоя Котроманич.
През 1420 г. за втори път сяда на трона като коронацията се провежда през август 1421 г. По това време зачестяват османските нападения в земите на Босна, което принуждава Твърдко II да се признае за васал на Османската империя.

## Семейство
Твърдко II e имал два брака, но не оставя потомство. Първата му съпруга остава неизвестна за историята, а през 1428 г. той сключва втори брак с унгарската благородничка Доротея Гарай. Източниците не споменават двойката да има деца, но при археологическите разкопки в царския параклис в Бобовац, проведени през втората половина на XX век, е разкрит гроб на дете между гробовете на кралската двойка, което вероятно е свидетелство, че те са имали дете, починало в невръстна възраст.